# A.B. Cop
A.B. Cop is een racespel uit 1990 ontwikkeld door Aicom en uitgegeven door Sega. Er bestaat enkel een versie voor Arcade.

## Spelbesturing
De speler bestuurt een politieman op een "vliegend motorfiets-vaartuig". In elke missie kan de speler de motorfiets een beperkt aantal keer laten vliegen waarbij de snelheid ook tijdelijk wordt opgedreven. Tijdens zijn rit moeten allerhande obstakels vermeden worden. Sommige tegenstanders moeten uitgeschakeld worden door deze opzettelijk aan te rijden.
| Missie     | Omschrijving | Omgeving                     |
| ---------- | --- | ---------------------------- |
| 1          | In de "First National Bank" werd een gewapende overval gepleegd. De speler moet "Boris the Skinhead" en zijn trawanten arresteren. | Stad                         |
| 2          | Een biochemisch wezen is ontsnapt en moet levend worden gearresteerd.                                                              | Water                        |
| 3          | Shogun Deat-Dealer moet opgepakt worden wegens het versturen van brieven met een gevaarlijk wit poeder.                            | Landelijke bosrijke omgeving |
| 4          | Arresteer een horrorclown en zijn bende die tal van ontvoeringen hebben gepleegd.                                                  | Kloof                        |
| 5          | Cyberrobots hebben een allesvernietigend wapen gestolen uit een militaire overheidsbasis                                           | snelweg/autoweg              |
| 6          | Zoek de criminelen die uit een sterk beveiligde gevangenis zijn ontsnapt.                                                          | Tunnels en landelijke wegen  |
| bonuslevel | Vernietig in de ruimte aanvallende buitenaardse wezens                                                                             | ruimte                       |